# Gestión por servicios
Gestión por servicios es el acto de motivar, dirigir y coordinar las acciones de las personas y los recursos de cualquier tipo de organización con el fin de proporcionar respuestas ágiles y oportunas a los clientes basados en la definición de áreas de atención, funciones que desempeña y acuerdos de trabajo. La gestión por servicios es un marco de referencia práctico para gestionar o administrar cualquier proceso humano.
A diferencia de conceptos como la Gestión del servicio o Servicio al cliente, la gestión por servicios no muestra una forma de integrar un servicio dentro de una organización ni tampoco es una herramienta de mercadeo; la gestión por servicios es un marco de referencia para gestionar cualquier tipo de proceso humano.
Los procesos humanos se gestionan de forma diversa y existen marcos de referencia utilizados para su administración, entre ellos están: la gestión por procedimientos, la gestión por objetivos o la administración por resultados. Estos marcos de gestión de procesos establecen modelos de administración que priorizan aspectos de interés interno para las organizaciones que las adoptan: la ejecución repetitiva de un procedimiento, la consecución reiterativa de un resultado o simplemente el cumplimiento de un índice de efectividad.
La gestión por servicios, en su lugar, promueve la gestión de un proceso basado en la determinación de áreas de atención y los servicios que estas áreas ofrecen. Este modelo de gestión establece el registro, el seguimiento y el control de los requerimientos de un servicio como el mecanismos básico para la gestión de un proceso. La gestión por servicios prioriza al cliente.
La definición es relativamente simple, pero hace falta establecer principios fundamentales que diferencian este tipo de gestión de procesos humanos de otro tipo de marcos de gestión.

## Principios de la gestión por servicios
Este marco de administración de procesos se basa en la aplicación de los siguientes principios:
- Todo proceso humano que agregue valor a un cliente se puede gestionar mediante la entrega de uno o más servicios
- A todo procedimiento, actividad o tarea humana que agregue valor a un cliente se puede considerar un servicio
- La entrega de un servicio se fundamenta en la atención de sus requerimientos

## Elementos de trabajo
Para que una empresa, una institución o una persona gestionen sus procesos basados en servicios necesita definir los siguientes elementos de trabajo:
- Caracterización de los clientes
- Identificación de las áreas de servicio
- Identificación de los servicios
- Tipificación de los requerimientos
- Formalización de los mecanismos de comunicación
- Definición de los acuerdos de servicio

## Actividades básicas
Las actividades de atención de un servicio, de forma elemental, son:
- Registro
- Coordinación
- Resolución